# Crytea alba
Crytea alba là một loài tò vò trong họ Ichneumonidae.